# Братская могила русских журналистов
Бра́тская моги́ла ру́сских журнали́стов (другие названия: Памятник русским журналистам, Мемориал русским журналистам, Гробница Осипа Андреевича Мончаловского) — памятник наиболее известным галицко-русским писателям и журналистам, расположенный во Львове на Лычаковском кладбище. Создан в гробнице галицко-русского общественного деятеля Осипа Мончаловского путём добавления в гробницу с 1908 года новых захоронений. На сегодняшний день последнее захоронение в осуществлено в 1979 году, а всего в мемориале покоится прах 14-ти галицко-русских общественных деятелей.

## История создания
После смерти в 1906 году галицко-русского общественного и политического деятеля Осипа Мончаловского ему была сооружена гробница на Лычаковском кладбище, в которой он был захоронен.
Впоследствии гробница Мончаловского стала использоваться для захоронений других галицко-русских писателей и журналистов. В 1908 году здесь был захоронен Богдан Дедицкий, в 1909 году Владимир Луцык, в 1911 году Иван Процык, в 1913 году Орест Авыковский, в 1914 году Иван Пелех, а в 1916 году Клавдия Алексевич.
В 1930-е гг. в гробнице появилось ещё несколько захоронений. В 1933 году здесь нашли покой останки Григория Мальца, в 1935 году Бориса Лелявского, а в 1935 году — Мариана Глушкевича.
Последние захоронения в гробнице произошли в конце 1960-х — 1970-х гг.: в 1965 году здесь был похоронен Семён Бендасюк, в 1970 году Василий Ваврик, в 1971 году Роман Мирович, а в 1979 году Всеволод Труш.

## Список захороненных лиц
В Братской могиле русских журналистов захоронены:
- Мончаловский, Осип Андреевич
- Дедицкий, Богдан Андреевич
- Луцык, Владимир Фёдорович
- Процык, Иван Ильич
- Авдыковский, Орест Арсеньевич
- Пелех, Иван Никитич
- Лелявский, Борис Николаевич
- Алексевич, Клавдия Ивановна
- Малец, Григорий Семёнович
- Глушкевич, Мариан Феофилович
- Бендасюк, Семён Юрьевич
- Ваврик, Василий Романович
- Мирович, Роман Денисович
- Труш, Всеволод Владимирович